# Logroño
Logrogne
Logroño [loˑɡʁoˑɲo] ou Logrogne,, [loˑɡʁɔɲ], est une ville du nord de l'Espagne, sur l'Èbre. Elle est la capitale de La Rioja, communauté autonome espagnole.
Sa population en 2018 dépasse les 150 000 habitants.
Le Camino francés du pèlerinage de Saint-Jacques-de-Compostelle passe par Logroño.

## Géographie
La ville est traversée par l'Èbre, le fleuve espagnol le plus chargé en eau, au nord de la Rioja.

### Localités limitrophes
| Nord-ouest Laguardia (Alava) y Lanciego (Alava) | Nord Oyón (Alava)                     | Nord-est Viana              |
| Ouest Fuenmayor                                 |                                       | Est Agoncillo               |
| Sud-ouest Navarrete                             | Sud Lardero et Villamediana de Iregua | Sud-est Murillo de Río Leza |

## Histoire

### Préhistoire et Antiquité

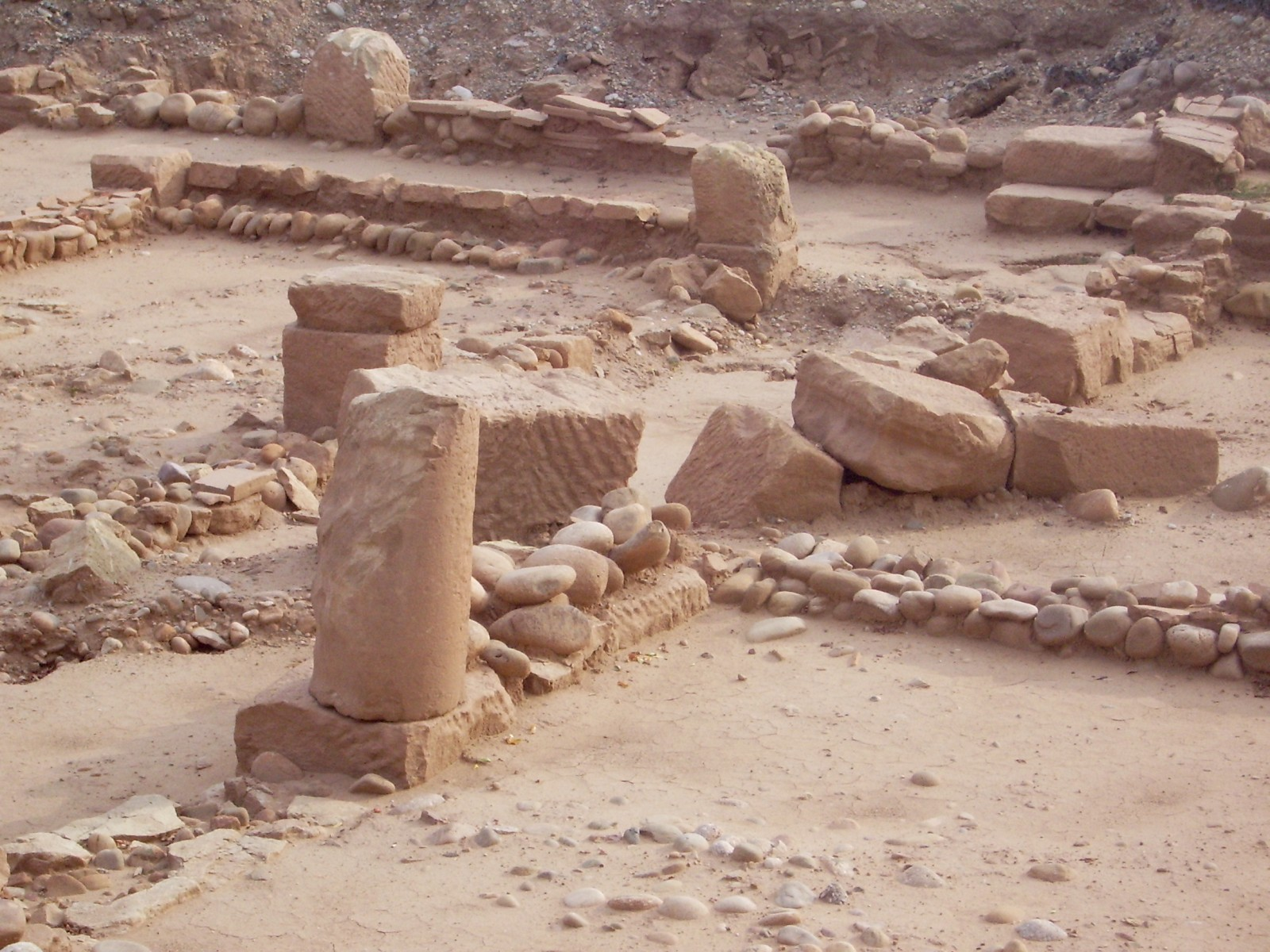
Vestiges romains de Vareia.

Selon d'antiques légendes et traditions, Tubal, fils de Japhet et petit-fils de Noé, après avoir traversé la Méditerranée, se dirige vers l'intérieur de la péninsule jusqu'à atteindre les hauteurs de Varea.
C'était la « Vareia » des Romains, citée par d'anciens géographes comme l'une des haltes le long de la voie romaine qui, de l’Italie, rejoignait la Galice. La ville de Logroño conserve encore de nombreuses ruines, vestiges de cette époque.

### Moyen Âge

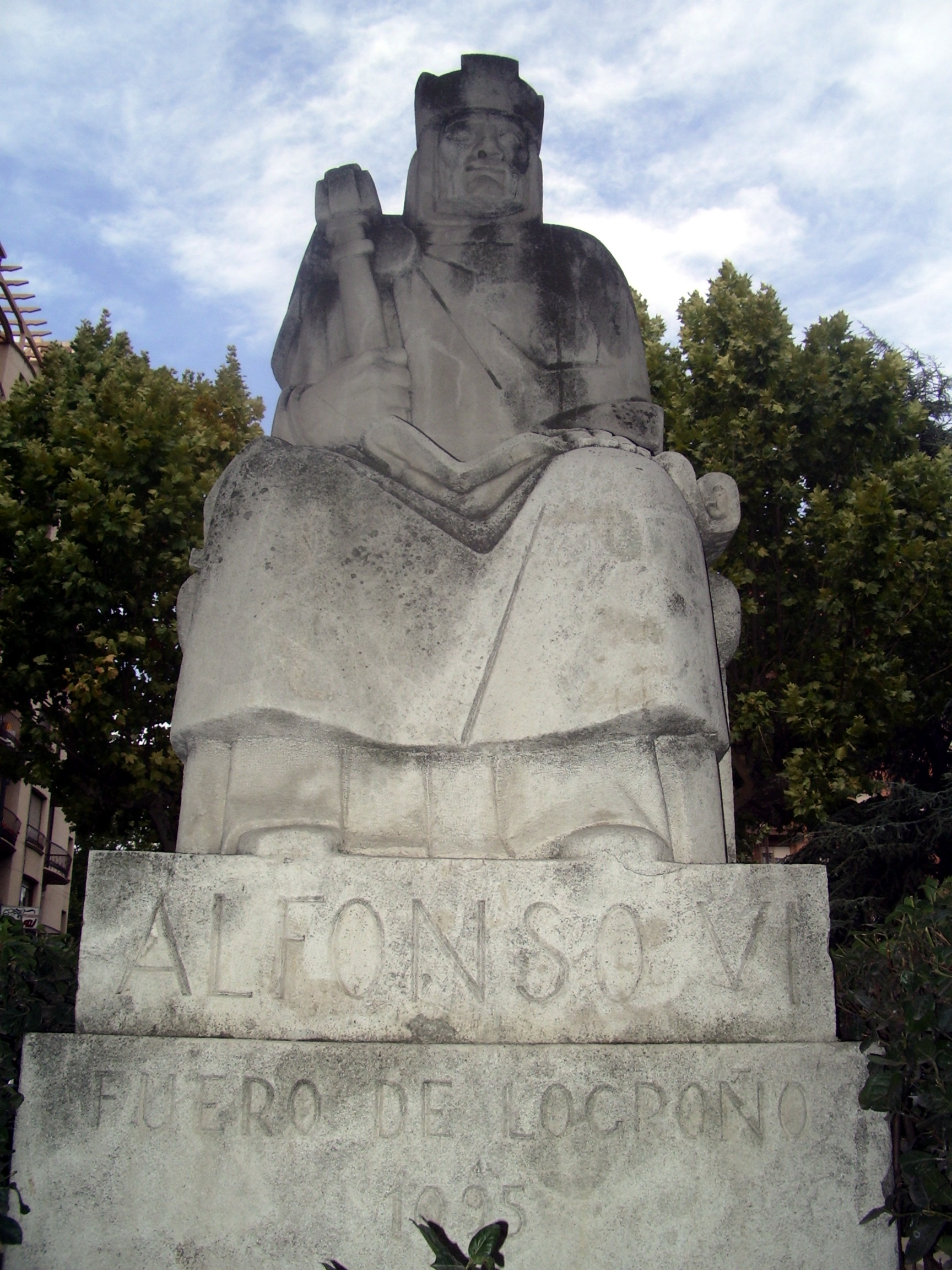
Monument en mémoire du Fuero de 1095, accordé par Alfonso VI.

Logroño est peuplée en 905 sous l'impulsion de Sancho Abarca, roi de Navarre, pour garantir le passage de l'Èbre et l'accès aux terres reprises aux musulmans à la suite de la Bataille de Clavijo. Une nouvelle population s'installe alors sur la rive gauche. En 1044, dans la rúa vieja, artère principale, s'élève un palais des rois de Navarre.
En 1095, le roi de Castille, Alphonse VI, qui s'est emparé de La Rioja, consolide sa conquête en accordant à Logroño un fuero (charte) garantissant la libre circulation par le pont. C'est la prospérité économique.
Au XIIIe siècle, la ville, qui compte de nombreux hôpitaux (sans doute[Selon qui ?] au sens d'hébergements pour pèlerins), s'entoure de fortifications. Son château est démoli au XVIIe siècle.

### Époque moderne

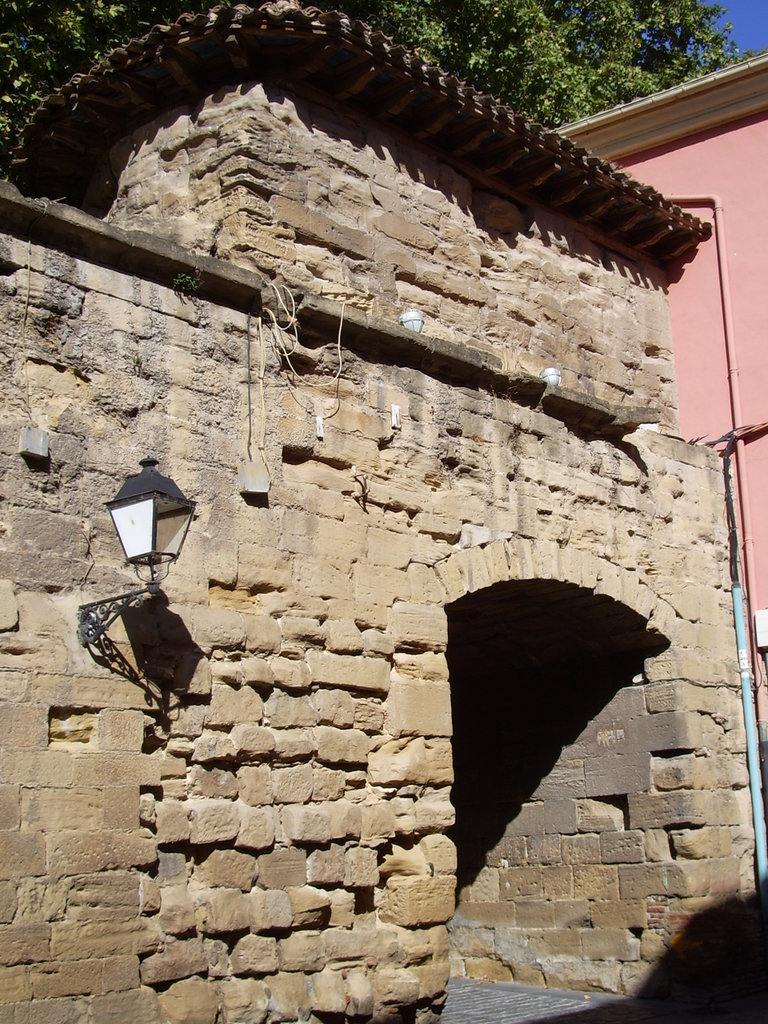
Arc du Revellín, commémorant la victoire de 1521.

En 1521, en plein soulèvement des villes de Castille conduit par les comuneros, la population de Logroño fait face aux troupes du roi Henri II de Navarre. Les forces d'André de Foix dit « Lesparre », traversent la Navarre pour attaquer Logroño. Selon les chroniques de l'époque, trente mille soldats commandés par Lesparre encerclent la cité. Le siège débute le 25 mai selon le journal du défenseur de la cité, Pedro Vélez de Guevara.
Les assiégés se défendent vaillamment et le siège est finalement levé le 11 juin, date célébrée depuis comme le voto de San Bernabé. Un arc triomphal sur la muralla del Revellín est également érigé en souvenir de cette victoire, saluée également par l'empereur Charles Ier d'Espagne. Comme la ville affamée n'avait rien à manger, les habitants ont recours aux poissons du fleuve ; depuis, le 11 juin, la tradition consiste à manger des poissons pêchés dans l'Èbre.
Entre 1610 et 1614, l'Inquisition y installe une cour pour les procès contre la sorcellerie supposée sévir dans les provinces basques.

## Démographie
| Localités  | Habitants (2000) | Habitants (2010) | Habitants (2018) |
| ---------- | ---------------- | ---------------- | ---------------- |
| Logroño    | 126 626          | 150 503          | 149 023          |
| El Cortijo | 173              | 232              | 242              |
| Varea      | 1 694            | 1 915            | 1 820            |

## Administration

### Conseil municipal
Le conseil municipal de Logroño se compose de 27 élus.

### Liste des maires
| Mandat    | Maire | Maire                                   | Parti | Sièges  |
| --------- | ----- | --------------------------------------- | ----- | ------- |
| 1979-1983 |       | Miguel Ángel Marín                      | UCD   | 12 / 27 |
| 1983-1987 |       | Manuel Sainz Ochoa                      | PSOE  | 15 / 27 |
| 1987-1991 |       | Manuel Sainz Ochoa                      | PSOE  | 13 / 27 |
| 1991-1995 |       | Manuel Sainz Ochoa                      | PSOE  | 12 / 27 |
| 1995-1999 |       | José Luis Bermejo                       | PP    | 15 / 27 |
| 1999-2003 |       | José Luis Bermejo Julio Revuelta (2000) | PP    | 15 / 27 |
| 2003-2007 |       | Julio Revuelta                          | PP    | 14 / 27 |
| 2007-2011 |       | Tomás Santos                            | PSOE  | 12 / 27 |
| 2011-2015 |       | Cuca Gamarra                            | PP    | 17 / 27 |
| 2015-2019 |       | Cuca Gamarra                            | PP    | 11 / 27 |
| 2019-2023 |       | Pablo Hermoso de Mendoza                | PSOE  | 11 / 27 |
| 2023-2027 |       | Conrado Escobar (es)                    | PP    | 14 / 27 |

## Transport
La ville est desservie par l'aérodrome de Logroño-Agoncillo qui la relie notamment à Madrid.

## Culture et patrimoine

### Pèlerinage de Compostelle
Par le Camino francés du Pèlerinage de Saint-Jacques-de-Compostelle, le chemin vient de Viana.
La halte suivante est Navarrete, qui se trouve à 11 km.
Le pont franchi, le pèlerin traverse Logroño par les pavés de l'antique rúa Vieja entre de vieilles maisons pleines de caractère, auxquelles une campagne de rénovation a rendu leur jeunesse. L'une des premières, une grosse maison du XVIIIe siècle située au numéro 32, a été transformée par la municipalité en refuge du pèlerin.
Chaque été, dans les rues de Logroño et sur les routes alentour, passent quotidiennement des centaines de pèlerins[réf. nécessaire].

### Patrimoine religieux

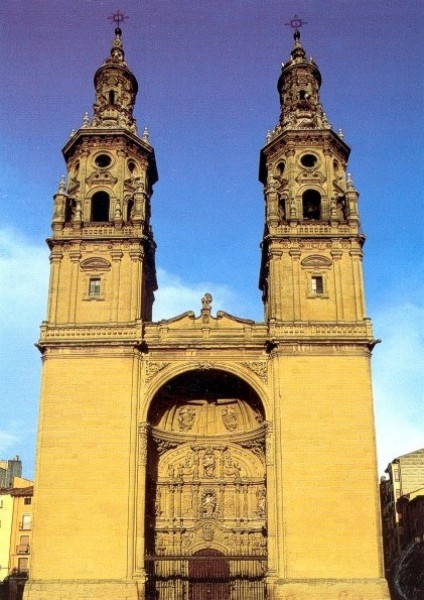
La cathédrale Santa Maria la Redonda.

Au cœur de la cité, trois sanctuaires lancent vers le ciel leurs tours visibles de très loin :

#### La co-cathédrale baroque Santa Maria la Redonda
Au cœur du vieux quartier, elle doit sans doute son nom à ce qu'elle remplaça un ancien temple rond (ou polygonal) semblable à ceux d'Eunate et de Torres del Río. Bâtie au XVe et XVIIIe siècles, elle a été élevée au rang de cocathédrale en 1959, en même temps que celles de Calahorra et Santo Domingo de la Calzada.
Le plus significatif de l'extérieur est sa façade principale sous forme de voûte, flanquée par deux hautes tours baroques du XVIIIe siècle, appelée « las gemelas » (la jumelles), très ornées.
À intérieur, elle possède des œuvres attribuées à Michel-Ange et Gregorio Fernández, entre autres.

#### L’église Santa Maria del Palacio
Le nom de Palacio vient peut être du fait que le roi Alphonse VII aurait fait deux siècles plus tôt don d'un palais pour permettre sa construction.
Commencée dans un style roman, les voûtes sont gothiques. De l'église primitive, il subsiste une travée et la tour de la croisée du transept.
La flèche gothique pyramidale de 45 mètres de haut, date du XIVe siècle. Elle est si aiguë qu'elle est appelée « la aguja » (l'aiguille). Elle est curieusement posée sur un ciborium, tour-lanterne. Elle constitue le défi le plus monumental et représentatif du gothique dans La Rioja.
L'église abrite une vierge romane en pierre polychrome, de facture bourguignonne, ainsi qu'un retable d'Arnaud de Bruxelles, daté du XVIe siècle.

#### L'église San Bartolomé

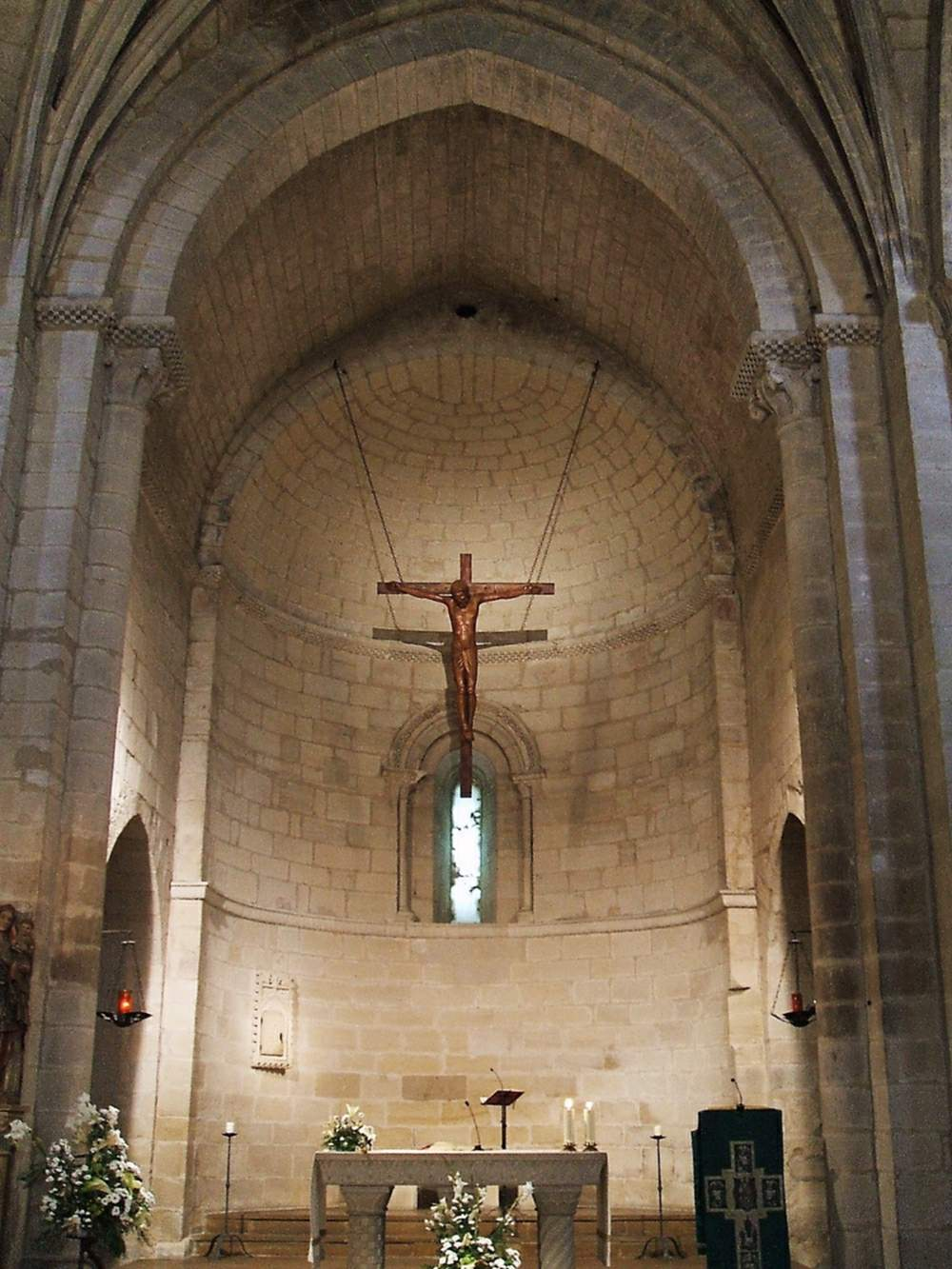
Église de San Bartolomé (Logroño), la plus ancienne de Logroño (XIIe siècle)

Le portail remonte à la fin du XIIIe et début du XIVe siècle. Il constitue le plus bel exemple de sculpture monumentale de la Rioja. L'iconographie rassemble des scènes de la vie du saint, inspirées de la Légende dorée. Elle correspond au roman tardif de transition.
À l'intérieur, le chevet est décoré avec un style propre aux églises du Chemin Santiago.
Sur l'abside, la tour, reconstruite au XVIe siècle s'élève en style mudéjar de brique avec des émaux; elle a dû faire partie du mur d'enceinte de la ville, car elle présente un certain caractère fortifié.

#### L'église de Santiago el Real

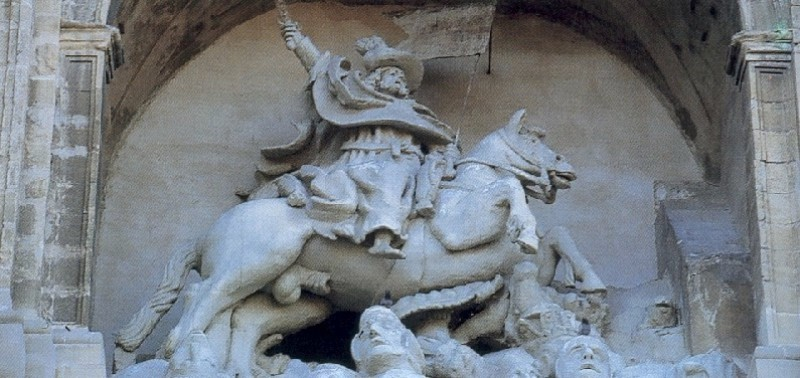
L'église de Santiago el Real.

Toute imprégnée d'histoire jacquaire, la rúa Vieja aboutit à l'église de Santiago el Real, sur la façade de laquelle est installé, dans une énorme niche, un Santiago el Matamoros en haut-relief. Cette œuvre baroque de Juan de Roan (1662), un peu maladroite mais chaleureuse, représente saint Jacques vêtu en pèlerin avec cape, brandissant de la main droite un sabre recourbé et chevauchant un fringant destrier qui foule aux pattes les têtes des Sarrasins vaincus.
À l'intérieur de l'église, gothique du XVIe siècle, avec une seule et grande nef, se trouve sur le retable principal un saint Jacques, cette fois pacifique : en pèlerin.

### Patrimoine civil

#### Le pont
Il est la clef du développement de la cité. Sans doute ses sept arches actuelles en plein cintre, ses piles cylindriques, ne datent-elles que de 1884. Mais il remplaçait un pont roman qui aurait été construit au XIIe siècle par San Juan de Ortega, le saint bâtisseur. Probablement ce pont d'origine qui, d'après une description du XVIIIe siècle, avait douze arches et trois tours de défense, remplaçait-il lui-même un premier ouvrage du XIe siècle.

#### La Rúa Vieja
C'est une des plus anciennes rues de Logroño. Les dessins ou les marques de coquilles ajoutées aux carreaux du sol indiquent que nous sommes sur le chemin Santiago. Dans le passé, c'était une rue très active comme en témoignent les blasons encore visibles sur les façades.

#### Rue Portales
Une rue mythique de la ville où se trouvent les bâtiments les plus importants tels que la Chambre Amós Salvador, le parlement de la Rioja, le musée de la Rioja, la bibliothèque, la cathédrale de Santa Maria de la Redonda, et le palais des Chapiteles. Son nom vient du fait que la partie sud de la rue a plusieurs porches.

#### Rue Laurel
Cette rue populaire pour ses nombreux bars et restaurants est aussi connue sous le nom de « sentier des éléphants ».

#### Rue de San Juan
Une rue similaire à la rue Laurel à cause de ses bars et restaurants. À chaque nuit de San Juan, on y célèbre un repas qui dure toute la nuit dans un endroit privé [Quoi ?].

#### La Porte du Revellín

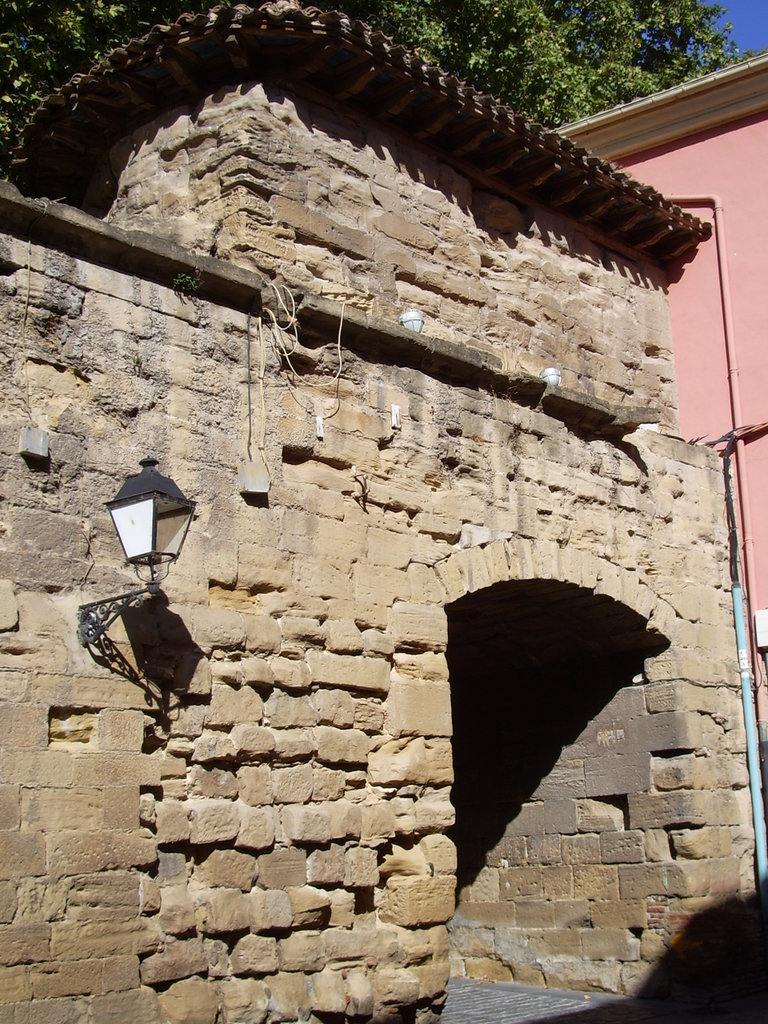
La Porte du Revellin.

C'est le seul reste visible des fortifications qui protégeaient la ville. Il existait d'autres portes aujourd'hui disparues : celle du Pont, de San Blas, de La Herventia, de San Francisco et celle de San Gregorio.

#### La Fuente de Peregrinos
Sur la place jouxtant l'église Saint-Jacques, Santiago el Real se trouve la fontaine des pèlerins, avec ses marches, sous un fronton armorié. La place elle-même est pavée d'une mosaïque géante figurant un jeu de l'oie, juego de la oca, carré. Il se peut que les obstacles dessinés soient inspirés par des étapes du chemin.

#### Parc Carmen
Près de la station d’autobus, ce parc est l’un des plus beaux de la ville avec ses variétés de flore et de faune incluant plusieurs oiseaux.

#### Plaza del Mercado
Située près de la rue Portales, c’est ici qu’ont lieu les festivals nocturnes de la ville, près de la rue principale.

#### Peña Bajenza
Une formation de rochers massive qui peut être vue à partir de la ville. Ce rocher rouge de 400 mètres de haut sculpté par l’érosion est l’un des monuments les plus connus de la région. La formation offre plusieurs sentiers pour la marche et l’escalade, et on peut y trouver des oiseaux sauvages tels que différentes espèces de vautours.

## Industrie
Elle est le centre de la fabrication du vin D.O.C. Rioja, de l'exploitation du bois, métal, et de nombreuses manufactures de textile de la région.

## Sports

### Football
Plusieurs clubs professionnels se sont succédé à Logroño :
- CD Logroñés (1940-2009). Jusqu'à sa faillite en 2009, c'était la seule équipe de la ville. À évolué 9 saison en Liga de 1987-1988 à 1994-1995 et en 1996-1997 ;
- UD Logroñés (2009-). Évolue en Segunda División B (D3) pour la saison 2019-2020 ;
- SD Logroñés (2009-). Évolue en Tercera División (D4) pour la saison 2019-2020.

### Basketball
- Clavijo Logroño (1967-). Évolue en LEB Plata (D3) pour la saison 2019-2020.

### Volley-ball
- Murillo Logroño (2004-). Évolue en Superliga Femenina (D1) pour la saison 2019-2020. 6 fois vainqueur du Championnat d'Espagne féminin, 6 fois vainqueur de la Coupe d'Espagne féminine, 6 fois vainqueur Supercoupe d'Espagne féminine.

### Handball
La ville dispose d'un important club de handball, le CB Ciudad de Logroño, aussi appelé Naturhouse La Rioja pour des raisons de sponsoring.

### Cyclisme
- Arrivée du Vuelta a Espana 2007 :  Óscar Freire
- Arrivée du Tour d'Espagne 2012 :  John Degenkolb

## Personnalités
- Juan Fernández Navarrette (1526-1579), peintre;
- Rodrigo de Arriaga (1592-1667), prêtre jésuite et philosophe;
- María Teresa León (1903-1988), écrivaine féministe;
- Pepe Blanco (1911-1981), chanteur;
- Carlos G. Vallés (1925-2020), prêtre jésuite, missionnaire en Inde et écrivain en langue gujarati;
- Rafael Azcona (1926-2008), scénariste;
- Javier Moscoso (1934-2025), homme politique espagnol;
- Pepe Viyuela (1963-), comédien;
- Mariam Budia (1970-), écrivain
- Alberto Garzón (1985-), économiste et homme politique;
- Borja Viguera (1987-), footballeur professionnel;
- Eduardo Garzón (1988-), universitaire et économiste.

## Jumelages
La ville de Logroño est jumelée avec les villes suivantes :
- Dax (France) depuis 1963
- Libourne (France) depuis 1979
- Vichy (France)
- Brescia (Italie)
- Darmstadt (Allemagne)
- Wilhelmshaven (Allemagne)
- Dunfermline (Écosse)
- Hagunía (es) (Sahara occidental)
- Rancagua (Chili)
- Todos los Santos de la Nueva Rioja (es) (Argentine)